# Col d'Ornon
Col d'Ornon (1.367 m.o.h.) er et bjergpas i det sydøstlige Frankrig. Det ligger i departementet Isere og krydses af landevejen D526.
Det forbinder Romanche-dalen med byen La Mure. Passet ligger i Taillefer-massivet og er en del af Dauphiné-Alperne.
På bjerget findes et mindre skiområde. Passet er farbar for biltrafik hele året og vinterlukkes ikke.